# القفاصين
القفاصين، عزبة تابعة لقرية محلة أبو علي، التابعة لمركز دسوق، التابع لمحافظة كفر الشيخ في جمهورية مصر العربية.